# 카이르프레
카이르프레(Córple, Cairbre, Cairpre, Coirpre)는 켈트 신화에 등장하는 음유시인의 신으로, 지장 오마와 시의 여신 에덴의 아들이다.
카이르프레는 폭군 브레스가 투아하 데 다난을 통치하던 때 등장한다. 모두가 무거운 세금에 허덕이고 브레스 왕만이 사치스럽게 생활하던 때 카이르프레가 불쑥 나타났다. 브레스는 카이르프레에게 적당한 방을 내주었는데, 그 방은 어둡고 습기가 많았고, 좁은데다 난로도 없었다. 식사라고 내 준 것도 썩은 빵 세 조각에 물뿐이었다. 기분이 상한 카이르프레는 브레스를 풍자하는 시를 지어서 거리를 돌아다녔고, 이것은 브레스가 왕위에서 쫓겨나는 도화선이 된다.
이후 카이르프레는 모이투라 2차 전투에서 너무나 치욕스러워서 무기를 잡을 수 없게 만드는 풍자시를 지어 포워르군을 괴롭혔다.

## 참고 자료
- 다케루베, 노부아키. 《켈트·북구의 신들》. 판타지 라이브러리 2. 들녘. 97쪽 ~ 100쪽. ISBN 89-7527-172-2., ISBN 89-7527-172-2